# Parque Nacional Kismayo
O Parque Nacional Kismayo (KNP) é um parque nacional em Kismayo, na Somália, também conhecido como Haabar Waalid.
O parque fica a 17 milhas da cidade de Kismayo.
Neste parque nacional, muitos animais andam livremente pelo seu habitat protegido. O parque abriga animais indígenas da região; esta característica torna este parque especial e único.